# سندتون
سندتون (به لاتین: Sandton) یک شهرک و شهر بزرگ در آفریقای جنوبی است که در ژوهانسبورگ واقع شده‌است. سندتون ۱۴۳٫۵۴ کیلومتر مربع مساحت و ۲۲۲٬۴۱۵ نفر جمعیت دارد.